# Fijis premierministre
Fijis premierminister er regeringschef på Fiji, og udpeget af Fijis præsident under den p.t. suspenderede 1997-forfatning.
Fiji har, som tidligere britisk koloni, i høj grad overtaget det britiske politiske system og følger Westminster-modellen, hvor regeringslederen som regel er lederen af det parti eller den koalition, der har flertal i parlamentet. 
Fijis premierminister er principielt "den første blandt ligemænd", og har formelt ikke større magt end de andre ministre i kabinettet. I praksis udpeges de andre ministre nok af præsidenten, men efter råd fra premierministeren.
Ratu Sir Kamisese Mara blev udpeget som Fijis førsteminister den 20. september 1967. Da Fiji blev uafhængigt den 10. oktober 1970, blev titlen premierminister indført, men postens indhold ændredes ikke væsentligt, så Maras periode som førsteminister regnes i tabellen nedenfor som del af hans premierministertid.

## Fijis premierministre fra 1967 til nu
| # | Billede | Navn (Fødsel–Død)                       | Fra                           | Til                           | Politisk parti            |
| --- | ------- | --------------------------------------- | ----------------------------- | ----------------------------- | ------------------------- |
| 1 |         | Ratu Sir Kamisese Mara (1920–2004)      | 20. september 1967            | 13. april 1987                | Alliance Party            |
| 2 |         | Timoci Bavadra (1934–1989)              | 13.april 1987                 | 14. maj 1987                  | Fiji Labour Party         |
| Vakant (14. maj 1987 - 5. december 1987) [1] |         |                                         |                               |                               |                           |
| (1) |         | Ratu Sir Kamisese Mara (1920–2004)      | 5. december 1987              | 2. juni 1992                  | Uafhængig [2]             |
| 3 |         | Sitiveni Rabuka (1948–)                 | 2. juni 1992                  | 19. maj 1999                  | Fijian Political Party    |
| 4 |         | Mahendra Chaudhry (1942–)               | 19. maj 1999                  | 27. maj 2000                  | Fiji Labour Party         |
| 5 |         | Ratu Tevita Momoedonu (1941–)           | 27. maj 2000 (flere minutter) | 27. maj 2000 (flere minutter) | Fiji Labour Party [3]     |
| Vakant (27. maj 2000 - 4. juli 2000) [1] |         |                                         |                               |                               |                           |
| 6 |         | Laisenia Qarase (1941–2020)             | 4. juli 2000                  | 14. marts 2001                | Uafhængig [4]             |
| — |         | Ratu Tevita Momoedonu (1941–) (Interim) | 14. marts 2001                | 16. marts 2001                | Fiji Labour Party         |
| (6) |         | Laisenia Qarase (1941–2020)             | 16 March 2001                 | 5 December 2006               | United Fiji Party [4]     |
| 7 |         | Dr. Jona Senilagakali (1929–2011)       | 5. december 2006              | 4. januar 2007                | Indsat ved militærkup [5] |
| 8 |         | Commodore Frank Bainimarama (1954–)     | 5. januar 2007                | 10. april 2009                | Militær                   |
| Vakant (10. april 2009 - 11. april 2009) [6] |         |                                         |                               |                               |                           |
| (8) |         | Commodore Frank Bainimarama (1954–)     | 11. april 2009                | 24. december 2022             | Militær                   |
| (3) |         | Sitiveni Rabuka (1948–)                 | 24. december 2022             | Siddende                      | People's Alliance         |
| - [1] To militærkup i 1987 og et civilt statskup i 2000 medførte perioder uden en premierminister. - [2] Maras parti, Alliance Party, blev opløst efter kuppene i 1987, så i sin sidste periode tilhørte han intet parti. - [3] Ratu Momoedonu blev udpeget som premierminister den 27. maj 2000 og gik af få minutter senere, så præsidenten fuldstændigt kunne overtage den udøvende magt. - [4] Qarase tilhørte intet parti, da han ledte den midlertidige regering i 2000 og begyndelsen af 2001. Dan han blev genindsat den 03. marts, stiftede han United Fiji Party, som stillede op i valget senere på året. - [5] Senilagakali blev indsat som midlertidig premierminister, da Frank Bainimarama tog kontrol. - [6] Bainimaramas regering blev erklæret ulovlig af Fijis appelret, hvad der førte til premierministerens afgang. Dagen efter blev han gen-udpeget af præsidenten, som havde suspenderet forfatningen. |         |                                         |                               |                               |                           |